# Essayeur
Een essayeur (ook: keurmeester of toetser) is iemand wiens beroep het is het zuivere gehalte aan zilver of goud in legeringen te bepalen.

## Geschiedenis

### Methode
De oudste methode is die met de toetssteen. De moderne methode voor zilver is een oplossing van de legering titreren in salpeterzuur met een oplossing van keukenzout. Het zuivere gehalte van goud wordt bepaald door cupelleren. Het gehalte van edelmetaal wordt uitgedrukt in millièmes, bij goudlegeringen in karaat.

### Aanstelling
Sinds 1815 is een essayeur een door het Rijk aangestelde controleur van het gehalte der goud- en zilverwerken en munten. Dat gold tot 1 maart 1987 zowel voor de controle op het edelmetaalgehalte van platina, gouden en zilveren werken alswel tot 15 juni 1994 voor het slaan van munten van edelmetaal.
Door de privatisering van de Dienst voor het waarborgen van edelmetaal werken in 1987 (Waarborg Platina, Goud en Zilver N.V. te Gouda) alswel door het verzelfstandigen van de Rijksmunt in 1994 (Koninklijke Nederlandse Munt N.V. te Utrecht) werd dit beroep een functie binnen de organisatie.
Als chemisch analist is de essayeur belast met de kwaliteitscontrole van aangeleverd platina-, goud- en zilverwerk dat na goedkeuring wordt voorzien van het verplichte wettelijke gehalteteken van dat edelmetaal naast het meesterteken van de maker. Na keuring bij de Munt kan het edelmetaal voor de muntslag in aanmerking komen voorzien van het  muntmeesterteken voor de wettelijke betaalmiddelen uit de Muntwet. Voor andere edelmetaal voorwerpen van de Munt gelden de eisen volgens de Waarborgwet 1986. Op 1 maart 1987 trad de huidige waarborgwet in werking en is de oude waarborgdienst (overheidsdienst) onder leiding van de eerste algemene directeur Mr. Eric L. Daae, en financieel directeur Carlos A. Trinidad omgezet in de nieuwe Waarborg Platina Goud en Zilver N.V. Dit was de eerste overheidsdienst dat een dergelijke privatisering onderging. Verantwoordelijke minister van Financiën was Onno Ruding.
Eind maart 2016 maakte goudkeurmeester WaarborgHolland een doorstart nadat er eerder sprake was van een faillissement. WaarborgHolland, een vroegere rijksdienst, was jarenlang monopolist in het keuren van goud, zilver en platina. Een concurrerend bedrijf is Edelmetaal Waarborg uit Joure.